# Loikansaari (ö, lat 61,91, long 28,69)
Loikansaari är en ö i Finland. Den ligger i sjön Haukivesi och i kommunen Nyslott i  landskapet Södra Savolax, i den sydöstra delen av landet, 280 km nordost om huvudstaden Helsingfors. Öns största längd är 5,8 kilometer i öst-västlig riktning.